# 瑞士人口
瑞士地處歐洲幾個主要文化的十字路口。這對其國家的語言和文化產生了極大的影響。瑞士有四種官方語言：德語、法語、義大利語 （邦聯的三種官方語言） 和羅曼什語（格勞賓登州的官方語言）。很多瑞士人都會說一種以上的語言，英語在瑞士也相當普及。
超過75%的瑞士人居住在中央平原。居住在瑞士的外國人和外國勞工占人口的20%。 瑞士人口的識字率幾乎達到100%，大約25%的瑞士成年人有高等教育文憑。

## 年齡結構
0-20歲：160萬 （22%）
20-64歲：460萬（62%）
超過65歲：120萬（16%）
（2005年估計）

## 出生率
10.4個新生兒/1,000人 （2000年估計）

## 死亡率
8.75人/1,000人 （2000年估計）

## 凈遷移率
1.38人/1,000人 （2000年估計）

## 性別比
| 出生:     | 1.05 male(s)/female |
| 15歲前:   | 1.05 male(s)/female |
| 15-64歲:  | 1.03 male(s)/female |
| 65歲以上: | 0.68 male(s)/female |
| 總計:     | 0.97 male(s)/female |

 （2000年估計）

## 嬰兒死亡率
4.53 /1,000 （2000年估計）
87883 / 64964 （2016年估計）

## 出生時預期壽命
| 總計： | 81.8 years |
| 男性： | 79.4 years |
| 女性： | 84.2 years |

（2007年數據）  （页面存档备份，存于）

## 生育率
1.46個新生兒/1名婦女 

1.33個新生兒/1名瑞士籍婦女

1.86個新生兒/1名非瑞士籍婦女 

（2000年估計）  （页面存档备份，存于）
1. ↑  . cia.gov.   [3 January 2017]. （原始内容存档于2010-05-29）.